# Trzyszcz leśny
Trzyszcz leśny (Cicindela silvatica) – drapieżny owad z rzędu chrząszczy z rodziny biegaczowatych.

## Występowanie
Występuje w całej Europie. Pojawia się wczesną wiosną, głównie na polanach i drogach leśnych. Żyje wyłącznie na glebach piaszczystych, przede wszystkim w dużych lasach sosnowych, gdzie wybiera prześwietlone polany, poręby i ścieżki.

## Wygląd i budowa
Największy europejski przedstawiciel trzyszczowatych (14–20 mm).
Barwy ciemnobrązowej z przepaskami na pokrywach. W odróżnieniu od innych trzyszczy ma całą głowę ciemną. Ma duże oczy i bardzo dobry wzrok.

## Pożywienie
Trzyszcz leśny (tak jak wszystkie trzyszcze) jest chrząszczem drapieżnym, żywi się głównie innymi owadami, również dżdżownicami a także małymi pomrowami.

## Zachowanie
Owad ten szybko biega oraz potrafi bardzo dobrze latać, bardzo szybko wznosi się w powietrze, w locie można go rozpoznać po metalicznym połysku na grzbietowej stronie odwłoka.